# Slag bij Aljubarrota

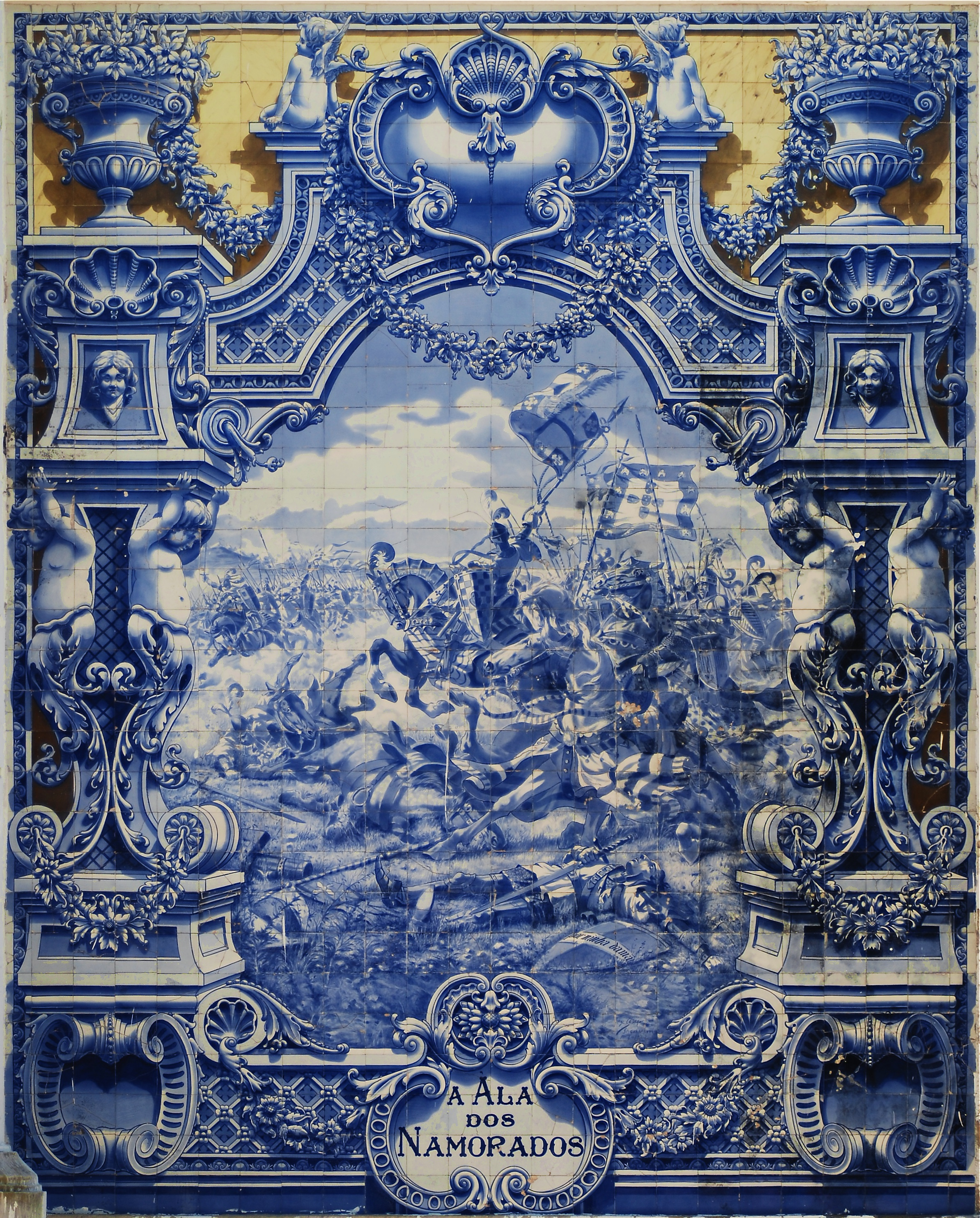
Paneel van keramiektegels van Jorge Colaço (1922) dat de slag uitbeeldt, te zien in Lissabon, Pavilhão Carlos Lopes

De slag bij Aljubarrota was een veldslag tussen Castilië en Portugal in 1385. Hoewel de Portugezen met veel minder waren wonnen zij overtuigend dankzij terreinvoordeel.

## Opvolging van Ferdinand
Koning Ferdinand I van Portugal was in 1383 gestorven zonder een mannelijke erfgenaam. Zijn dochter Beatrix van Portugal was gehuwd met koning Johan I van Castilië. Die maakte dus aanspraak op Portugal en wilde het inlijven bij Castilië, maar de Slag bij Atoleiros in 1384 eindigde onbeslist. Op 6 april 1385 was de Cortes van Portugal te Coimbra vergaderd en riep Johan van Aviz, de bastaardzoon van Peter I van Portugal uit tot koning Johan I van Portugal. Hiermee begon Huis Aviz. Johan van Portugal nam al snel de steden Caminha, Braga en Guimarães in die trouw aan Beatrix waren.

## Invasie
In mei 1385 rukte Johan van Castilië Portugal opnieuw binnen, maar werd in de Slag bij Transcoso tot staan gebracht. Hij verzamelde een groter leger met Franse ruiterij en rukte in juni voor de derde keer Portugal binnen. Johan van Portugal overlegde te Tomar met veldmaarschalk Nuno Alvares Pereira, die bij Atoleiros en Transcoso met goed resultaat weerstand geboden had tegen de Castilianen. Ze besloten om de Castilianen de weg naar Lissabon te versperren in Leiria. Nuno Alvares Pereira koos São Jorge (Portugal) bij Aljubarrota uit als een gunstige plaats. Om 10 uur op 14 augustus stelden de Portugezen zich op de noordzijde van een heuvel met twee beken aan weerskanten. Ze hadden overzicht op de weg waarlangs hun vijand moest komen. De cavalerie en de infanterie stonden in het midden, met boogschutters aan weerszijden. Johan van Portugal was namelijk verloofd met de Engelse Philippa van Lancaster, met wie hij in 1387 trouwde en daarom kon hij beschikken over een compagnie Engelse boogschutters.

## Omtrekkende beweging
De Castilianen kwamen aan rond de middag. Johan van Castilië zag de stelling op de heuvel en zag er wijselijk van af om de heuvel te bestormen. Hij trok met zijn leger van 31.000 man rond de heuvel. De Portugezen waren maar met 6500 en zagen de omtrekkende beweging en herschikten hun slagorde. Rond 18 uur waren de Castilianen aan de achterkant van de heuvel gereed om aan te vallen.

## Ruiterij
Johan van Castilië liet zijn Franse ruiterij chargeren, maar de gegraven grachten, versperringen en kraaienpoten en de helling maakten dat moeilijk. De boogschutters aan weerszijden schoten raak. Veel ridders stierven of werden gevangengenomen. Omdat de Portugezen onvoldoende soldaten hadden om de gevangenen te bewaken, beval Johan van Portugal om ze af te maken.

## Voetvolk
De Castiliaanse infanterie viel aan en in de gevechten leden beide zijden zware verliezen. Wegens terreinvoordeel wonnen de Portugezen, hoewel ze 5 tegen 1 in de minderheid waren. Johan van Castilië beweerde later, dat zijn troepen al afgemat waren van de lange mars in de brandende zon. Rond zonsondergang liet Johan van Castilië de aftocht blazen omdat de toestand hopeloos was. Zijn troepen sloegen in wanorde op de vlucht maar werden achtervolgd en zonder genade afgeslacht. Johan van Castilië kon nipt het vege lijf redden.

## Klooster
Johan van Portugal liet het klooster van Batalha bouwen, gewijd aan Santa Maria da Vitoria (Portugees voor overwinning) en ook een stad Batalha (Portugal) (Portugees voor slag) om de overwinning te gedenken. Hij en zijn echtgenote werden later begraven in dit klooster.